# Centre commercial Grand Nord
Le centre commercial Grand Nord est un centre commercial de l'île de La Réunion, département d'outre-mer français dans le sud-ouest de l'océan Indien. Il est situé sur le territoire de la commune de Saint-Denis et sa principale enseigne est un hypermarché Carrefour, à l'origine Euromarché.

## Annexe